# Amalgavirus
Genre
Espèces de rang inférieur
- Allium cepa amalgavirus 1
- Allium cepa amalgavirus 2
- Blueberry latent virus
- Rhododendron virus A
- Southern tomato virus (espèce-type)
- Spinach amalgavirus 1
- Vicia cryptic virus M
- Zoostera marina amalgavirus 1
- Zoostera marina amalgavirus 2

Amalgavirus est un genre de virus de la famille des Amalgaviridae qui comprend neuf espèces. Ce sont des virus à ARN à double brin, rattachés au  groupe III  de la classification Baltimore, qui infectent les plantes (phytovirus). 

## Étymologie
Le nom générique « Amalgavirus » dérive du terme « amalgame », en référence au mélange d'homologies avec les Totiviridae et les Partitiviridae qui caractérise la famille des Amalgaviridae.

## Liste d'espèces
Selon ICTV  :
- Allium cepa amalgavirus 1
- Allium cepa amalgavirus 2
- Blueberry latent virus
- Rhododendron virus A
- Southern tomato virus
- Spinach amalgavirus 1
- Vicia cryptic virus M
- Zoostera marina amalgavirus 1
- Zoostera marina amalgavirus 2